# Jerry Mullen
Jerry Mullen (nacido el 23 de noviembre de 1933 en Berkeley, California y fallecido en septiembre de 1979) fue un jugador de baloncesto estadounidense que jugó durante 6 temporadas en la AAU. Con 1,98 metros de altura, lo hacía en la posición de alero.

## Trayectoria deportiva

### Universidad
Jugó durante cuatro temporadas con los Dons de la Universidad de San Francisco, en las que promedió 13,6 puntos y 7,1 rebotes por partido. En su última temporada fue uno de los jugadores más destacados de su equipo en la consecución del Torneo de la NCAA, anotando 10 puntos en la final ante La Salle Explorers, sólo superado en su equipo por Bill Russell y K.C. Jones.

### Profesional
Fue elegido en la decimotercera posición del Draft de la NBA de 1955 por New York Knicks, pero prefirió jugar en la Amateur Athletic Union, haciéndolo durante 6 temporadas con los Wichita Vickers, con los que se proclamó campeón en 1959.